# Władimir Listow
Władimir Władimirowicz Listow (ros. Владимир Владимирович Листов, ur. 4 grudnia 1931 w Tomsku, zm. 22 lutego 2014 w Moskwie) – minister przemysłu chemicznego ZSRR (1980–1986).

## Życiorys
W latach 1949–1955 studiował w Tomskim Instytucie Politechnicznym, 1955–1956 pracował w przedsiębiorstwie w Rubieżnoje w obwodzie ługańskim, następnie w fabryce w Kemerowie jako kierownik zmiany, technolog i szef warsztatu. Od 1961 zastępca dyrektora, a w latach 1962–1964 dyrektor fabryki, od stycznia 1962 w KPZR, 1964–1966 kierownik Wydziału Przemysłu Chemicznego Komitetu Obwodowego KPZR w Kemerowie. W latach 1966–1970 I sekretarz Komitetu Miejskiego KPZR w Kemerowie, 1970-1971 szef 3 Głównego Zarządu, a 1971–1977 zastępca ministra przemysłu chemicznego ZSRR, 1977–1980 kierownik Wydziału Przemysłu Chemicznego KC KPZR. Od listopada 1980 do sierpnia 1986 minister przemysłu chemicznego ZSRR, 1986–1988 kierownik wydziału Zarządu Spraw Rady Ministrów ZSRR, 1988–1990 zastępca przewodniczącego Biura Rady Ministrów ZSRR ds. Kompleksu Chemiczno-Leśnego – przewodniczący Rady Naukowo-Technicznej, następnie na emeryturze. Od 3 marca 1981 do 2 lipca 1990 zastępca członka KC KPZR. Deputowany do Rady Najwyższej ZSRR 10 i 11 kadencji. Pochowany na Cmentarzu Trojekurowskim w Moskwie.

## Odznaczenia i nagrody
- Order Lenina
- Order Rewolucji Październikowej
- Order Czerwonego Sztandaru Pracy
- Order „Znak Honoru”
- Nagroda Państwowa ZSRR (1982)